# Ínsua (Insel)

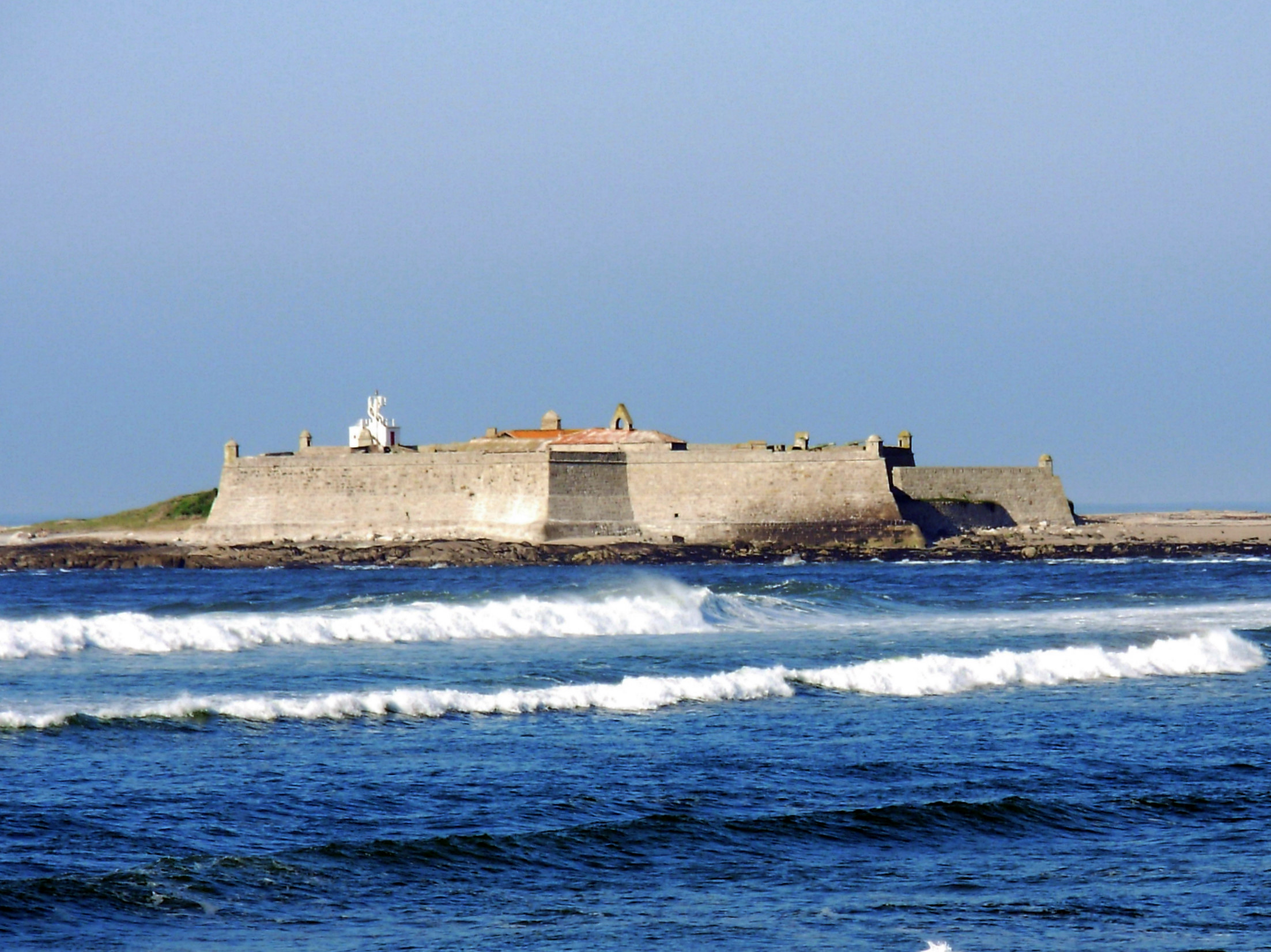
Forte da Ínsua

Die Ínsua ist eine Insel in Portugal in der Mündung des Minho in den Atlantischen Ozean.
Sie liegt etwa 350 Meter vor dem Festland und gehört zur Gemeinde União das Freguesias de Moledo e Cristelo im Kreis Caminha. Sie besteht aus Granit. Ihre Ausdehnung beträgt von Norden nach Süden etwa 400 Meter.
Mehrmals in der Geschichte wurde versucht, die Insel mit dem Festland zu verbinden. Der erste Versuch ist im Jahr 1575 dokumentiert. Das Vorhaben wurde 1582, 1629, 1708, 1895 und 1947 wiederholt.
Der größte Teil der Insel wird von der Festungsanlage des Forte da Ínsua eingenommen. Innerhalb der Festung existiert ein Süßwasserbrunnen.